# Да умрем од туге
Да умрем од туге је седми студијски албум српске фолк певачице Наташе Ђорђевић, издат 1998. године за Гранд продакшн. Насловна нумера са албума је постала највећи хит ове певачице. На албуму су радили Пера Стокановић и Горан Ратковић Рале.

## Списак песама
| №   | Назив              | Текст                | Музика                     | Трајање |  |
| 1.  | Да умрем од туге   | Пера Стокановић      | Стева Симеуновић           | 3:16    |  |
| 2.  | Истину ми кажи     | Стева Симеуновић     | Стева Симеуновић           | 3:33    |  |
| 3.  | Амајлија           | Пера Стокановић      | Пера Стокановић            | 2:50    |  |
| 4.  | Узимала давала     | Пера Стокановић      | Пера Стокановић            | 2:55    |  |
| 5.  | Јасно ми је све    | Бранислав Самарџић   | Бранислав Самарџић         | 4:01    |  |
| 6.  | За тебе пита мајка | Стева Симеуновић     | Стева Симеуновић           | 3:31    |  |
| 7.  | Недеља             | Пера Стокановић      | Пера Стокановић            | 3:00    |  |
| 8.  | Издајица           | Пера Стокановић      | Пера Стокановић            | 3:24    |  |
| 9.  | Доме слатки доме   | Пера Стокановић      | Пера Стокановић            | 3:35    |  |
| 10. | Иду дани           | Корнелија Максимовић | Петар Максимовић (музичар) | 3:01    |  |